# 石榴园站
石榴园站是一个京沪线上的铁路车站，位于江苏省句容市宝华乡，建于1973年，目前为四等站，邮政编码为210034。目前客运：办理旅客乘降；不办理行李、包裹托运；不办理货运营业。